# Papežské pantofle

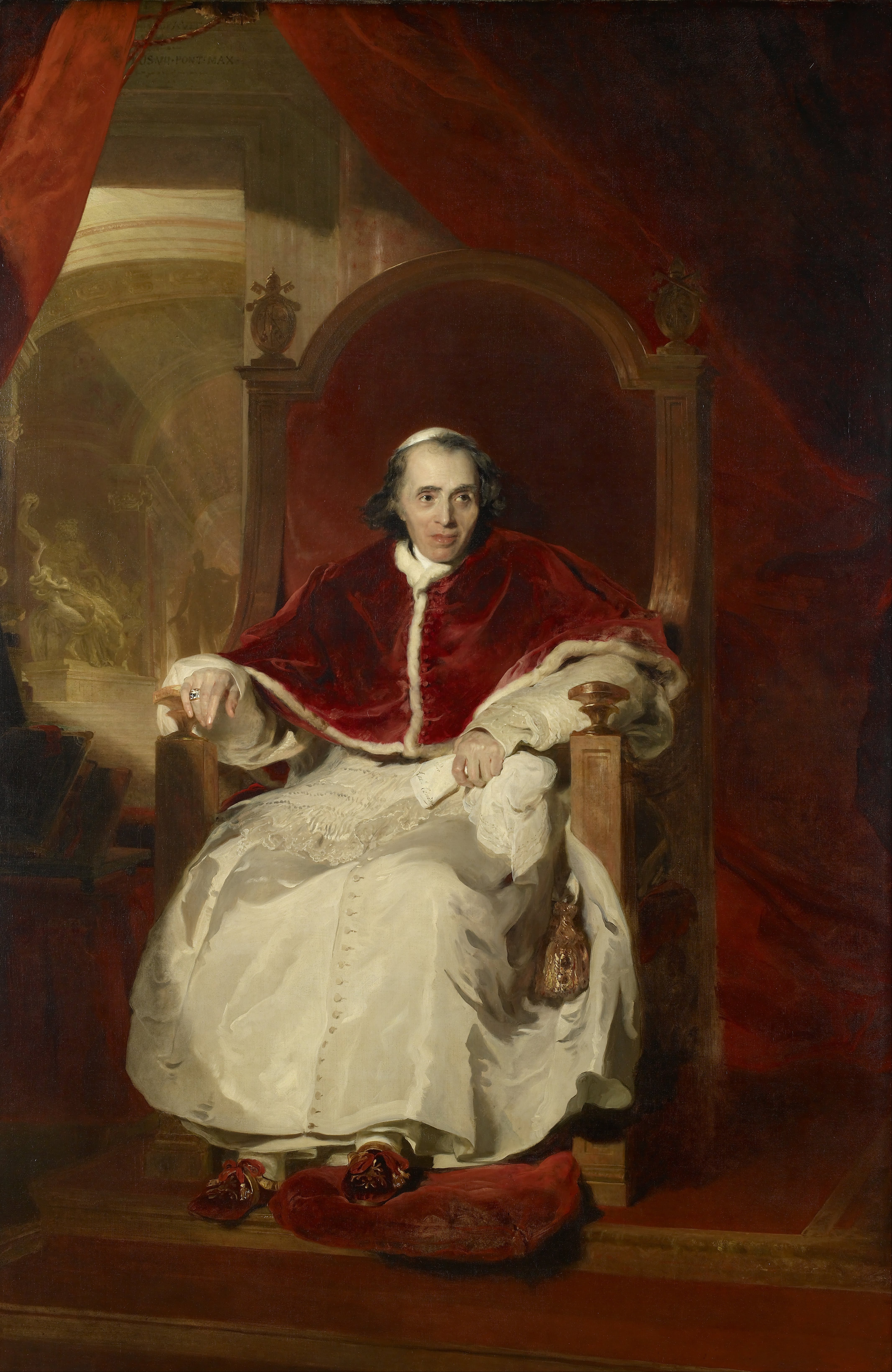
Papež Pius VII., na nohou má papežské pantofle

Papežské pantofle jsou historickým doplňkem nošeným papežem. Papežské pantofle byly formou pontifikálních sandálů, které nosili biskupové. Avšak na rozdíl od (zřídka vídaných) pontifikálních, neboli biskupských sandálů, které se mění s liturgickou barvou, byly papežské pantofle vždy červené. 

## Charakteristika a užití
Papežské pantofle byly obvykle bohatě zdobené. Bývaly vyráběny ručně s červeným saténem, červeným hedvábím a zlatou přízí; měly vyšívaný kříž zdobený rubíny a podrážky byly kožené. Až do první poloviny 20. století bývalo zvykem, že poutníci na audienci u papeže poklekli a políbili kříž na jedné z jeho pantoflí. Papež tradičně nosil pantofle uvnitř papežských apartmánů, zatímco červené kožené papežské boty se nosily venku. Papež Pavel VI. přestal používat papežské pantofle, ale nadále nosil červené venkovní papežské boty, které papež Jan Pavel II. opustil ve prospěch kordovanově hnědé kožené vycházkové obuvi vyrobené v jeho rodném Polsku. Papež Benedikt XVI. obnovil používání červených venkovních papežských bot, podobných těm, které nosil Pavel VI. Zdálo by se však, že papežské pantofle nebyly obnoveny, protože fotografie Benedikta ukazovaly, jak nosí červené boty uvnitř Vatikánu.